# Alfred Gold

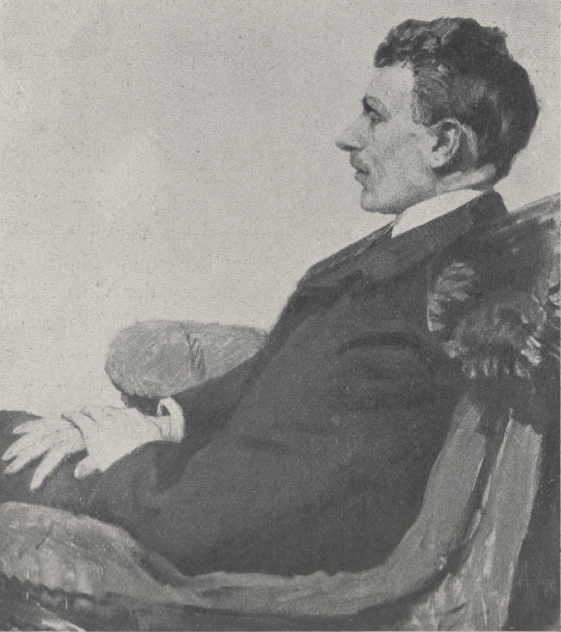
Alfred Gold im Alter von 30 Jahren,
Porträt von Moritz Coschell, Berlin 1904

Alfred Gold (* 28. Juni 1874 in Wien; † 24. Oktober 1958 in New York) war ein österreichischer Literat, Theaterkritiker, Feuilletonist, später Kunsthistoriker, Kunsthändler, Kunstvermittler und Kunstsammler.

## Leben
Gold wurde als Sohn des jüdischen Kaufmanns Samuel Gold und seiner Ehefrau Sara, geb. Pipper, in Wien geboren, wo er von 1885 bis 1892 das Gymnasium besuchte. Anschließend studierte er an der Wiener Universität Philosophie und Germanistik, wo er promovierte. Seine akademischen Lehrer waren Robert von Zimmermann, Theodor Gomperz, Jakob Minor  und Alfred von Berger.
Alfred Gold gehörte zur Wiener Moderne des späten 19. Jahrhunderts, der „Jeunesse dorée“ in Wien und Berlin und nannte sich auch Fin de Siécle oder Alwin Goldeck. Bei der von Hermann Bahr mitbegründeten Wochenschrift Die Zeit arbeitete er vor der Jahrhundertwende als Bahrs Redaktionsassistent.
Er war der Autor des Textes von Arnold Schönbergs ersten vollständig erhaltenem Werk In hellen Träumen hab ich Dich oft geschaut für Gesang und Klavier, komponiert im Sommer 1893. Bis 1901 lebte Gold in Wien als Redakteur der dort erscheinenden Zeitschrift Die Zeit und veröffentlichte auch in der Zeitschrift Pan. Von 1901 bis 1911 war er Berliner Korrespondent der Frankfurter Zeitung; in dieser Zeit erschienen auch in der Neuen Rundschau einige Artikel und Rezensionen von ihm. Gemeinsam mit Alphonse Neumann übertrug der sprachgewandte und frankophile Gold den Roman eines jungen Mannes von Gustave Flaubert neu ins Deutsche. 1905 sollte bei Cassirer sein Theaterstück Ausklang erscheinen; zu der geplanten Inszenierung des Einakters durch Max Reinhardt kam es aber nicht. Bekannt wurde er wegen eines Plagiatstreites: Im November 1904 warf das Berliner Tageblatt dem späteren Herausgeber der Weltbühne Siegfried Jacobsohn vor, Texte Alfred Golds übernommen zu haben, was zur Entlassung Jacobsohns bei der Welt am Montag und vorläufigen Beendigung seiner Laufbahn führte.
Im Jahr 1911 erschien von Gold ein populärwissenschaftliches Buch über Frans Hals, 1912 promovierte er in Münster über Johann Carl Wilck: Ein Maler des deutschen Empire (Berlin, Paul Cassirer, 1912), die erste Monografie über den 1772 in Schwerin geborenen und 1819 bei Nürnberg gestorbenen Maler Johann Carl Wilck. Gemeinsam mit Max Liebermann erschien zur Ausstellung aus dem Nachlass Carl Steffecks 1913 Carl Steffeck: (1818–1890); seine Kunst, sein Leben, seine Werke. Vom 31. August 1914 bis Ende März 1916 gab Alfred Gold die Kriegszeit, Künstlerflugblätter. Heft 1 – bis 64/65, im Verlag Paul Cassirer heraus. Alle 272 Beiträge sind Originallithografien; Grafiken u. a. v. Hans Baluschek, Ernst Barlach, Max Beckmann, Walter Bony, August Gaul, Willi Geiger, Rudolf Großmann, Otto Hundt, Willy Jaeckel, Arthur Kampf, Georg Kolbe, Käthe Kollwitz, Max Liebermann, Hans Meid, Oskar Nerlinger, Max Oppenheimer, Carl Olof Petersen, Max Slevogt, Ottomar Starke, Max Unold, Wilhelm Wagner, Karl Walser, E. R. Weiß und vielen anderen mehr. Die Sondernummer Max Liebermann erschien als Heft 6. Die hurrapatriotische Reihe wurde mit dem fortschreitenden Ersten Weltkrieg eingestellt.
Im Jahr 1917 war Gold als Korrespondent des Berliner Tageblatts in Kopenhagen tätig. Am 5. November 1917 schrieb er aus dem Hotel Esplanade in Berlin an seine Bekanntschaft aus Wiener Zeit, Leopold Andrian, er solle im Auftrag des dänischen Blattes Politiken einen Artikel über den Reichsaußenminister Ottokar Theobald Otto Maria Graf Czernin von und zu Chudenitz schreiben und bat ihn um die Vermittlung einer Audienz.
Nach dem Krieg war Gold mehrere Jahre in Paris als Einkäufer und Vertrauensmann für den internationalen Kunsthandel aktiv. 1927 kam er nach Berlin zurück und war im Kunsthandel tätig. 1929 machte er sich in „kleinen, intimen Räumen“ in der Viktoriastraße 5 selbstständig und zeigte vor allem Werke des französischen Impressionismus, wie es ein englischsprachiger Katalog von 1930 beschreibt. Durch seine Initiative kam es 1930 zu einer Ausstellung von Meisterwerken deutscher und französischer Malerei des 19. Jahrhunderts, veranstaltet vom Kunstverein für das Rheinland und Westfalen in Düsseldorf 1930. Gold schrieb auch die Einführung des Kataloges. 1931 gründete er eine Zweigniederlassung in Paris in der Galerie George Petit. Direkt nach der „Machtergreifung“ der Nationalsozialisten verließ Gold Deutschland und verlegte seine Galerie ganz nach Paris, gründete mit seinem Freund, dem Maler Jacques Blot (1885–1960), eine eigene kleine Galerie in der Av. Matignon 32 und betätigte sich weiterhin im internationalen Kunsthandel. Unter anderem vermittelte er bedeutende Werke des französischen Impressionismus an internationale Museen. Nach der deutschen Besetzung von Paris musste Alfred Gold 1940 seine Anteile an der Galerie entschädigungslos aufgeben und emigrierte in die USA. Dort erschien von ihm 1942 The most stupid of all races – dialogues and comments – eine Abrechnung mit Nazideutschland. Zu seinem 70. Geburtstag erschien in der deutschsprachigen Zeitschrift Aufbau Nr. 26 vom 30. Juni 1944 eine Würdigung von Max Osborn und Eugen Spiro, die Gold porträtierte. Nach 1945 war Gold weiterhin in der Kunstvermittlung tätig. Unter anderem bemühte er sich um die Restituierung von beschlagnahmten Gemälden aus der Sammlung Otto Gerstenberg an dessen Tochter Margarethe Scharf. Aus dieser Zeit ist eine umfangreiche Korrespondenz erhalten, die 1956 endet. Bis 1958 lebte Gold zurückgezogen an der Ostküste.

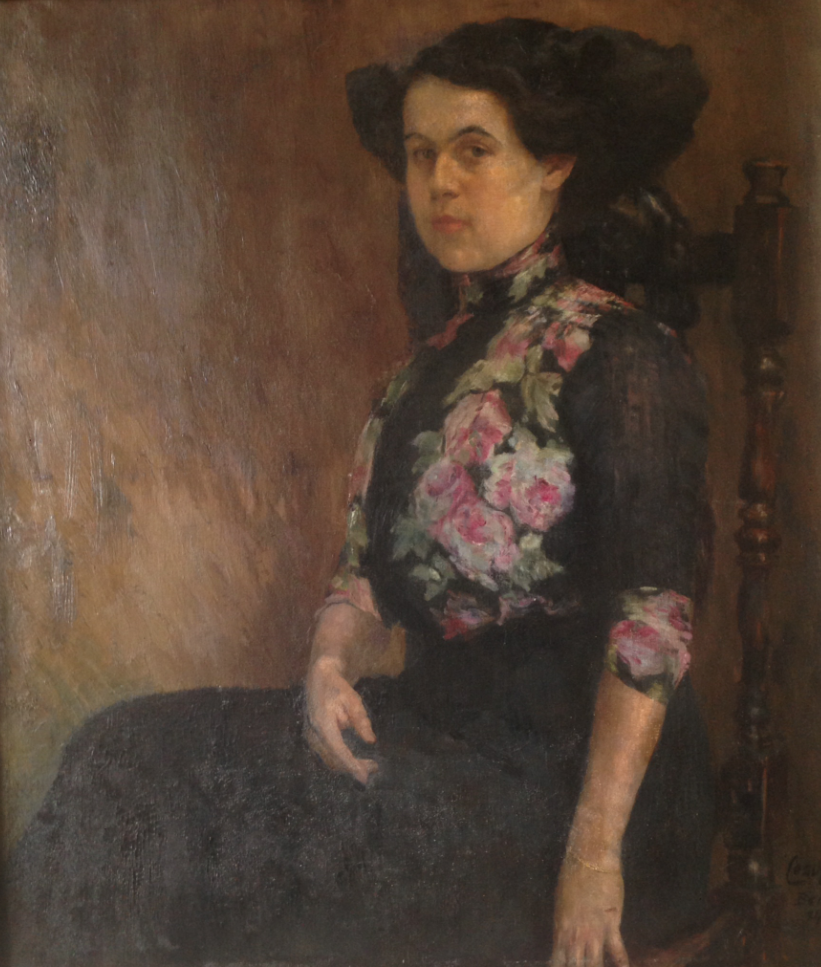
Martha Gold im Alter von 24 Jahren,
Gemälde von Moritz Coschell, Berlin, 1910

Alfred Gold war mit Martha (Margarethe), geb. Zadek (* 17. Februar 1885 in Berlin; † 16. August 1960 in Portland), verheiratet. Sie hatten eine Tochter, die spätere Bildhauerin Marianne Gold Littman (* 1907; † 23. März 1999), die 1907 in Berlin geboren wurde und in Kopenhagen zur Schule ging. In den 1930er Jahren studierte sie bei Aristide Maillol und Charles Malfrey an der Acadèmie Ranson in Paris. Dort heiratete sie ihren Kollegen Frederic Littman; zusammen zogen sie 1940 nach New York, wo ihre erste Einzelausstellung stattfand. 1941 erhielten sie und ihr Mann, von dem sie sich bald trennte, Lehraufträge in Reed. Von 1943 bis 1954 unterrichtete sie dort als „resident artist“ und stellte am Portland Art Museum, in Seattle und San Francisco aus. Sie und ihr Mann erhielten zahlreiche öffentliche Aufträge. Nach 1969 war sie in der Friedensbewegung gegen den Vietnamkrieg aktiv.